# Jana Gereková

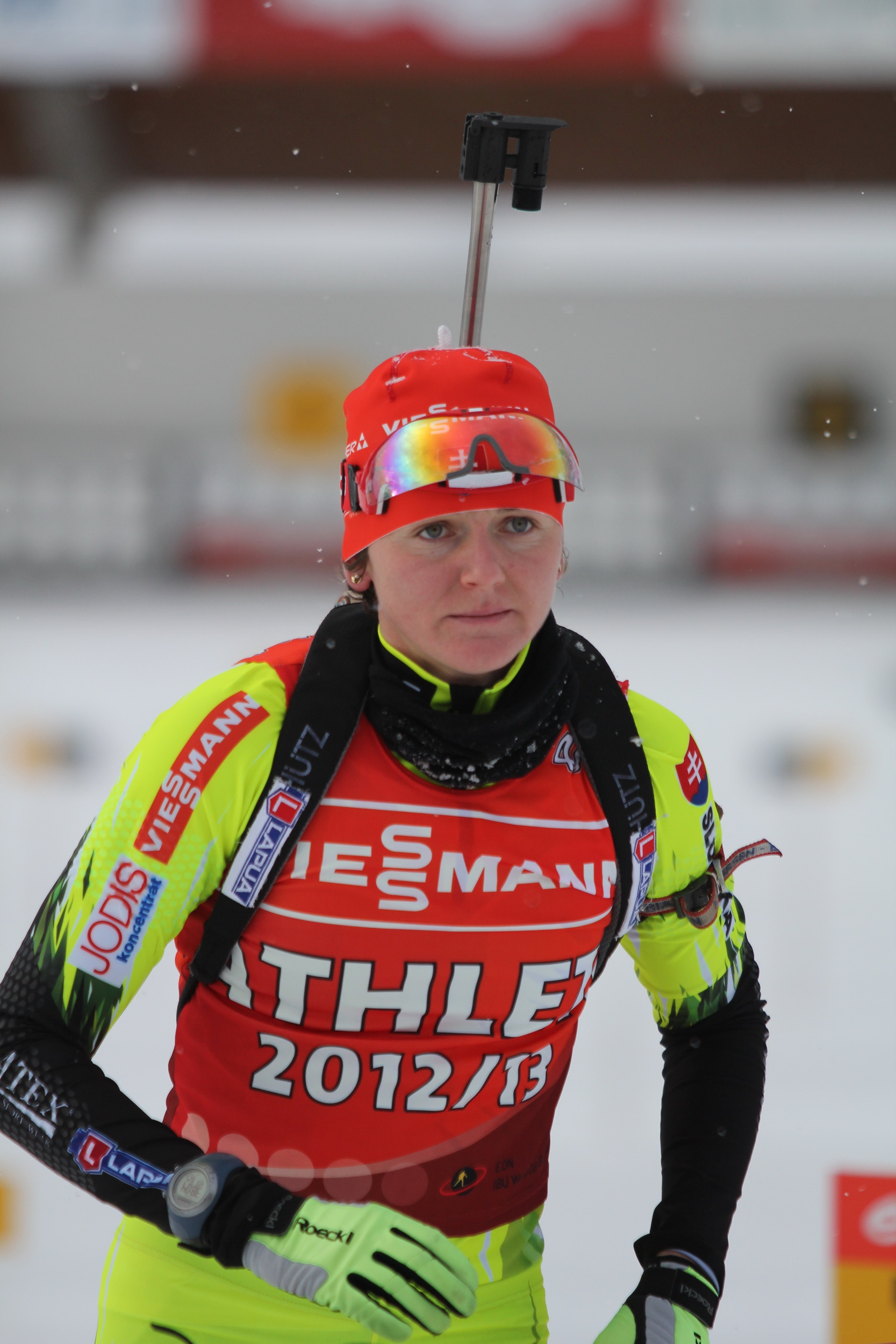
Jana Gereková i Hochfilzen 2012.

Jana "Janka" Gereková, född 27 november 1984 i Liptovský Mikuláš, Socialistiska republiken Slovakien,  Tjeckoslovakien, är en slovakisk tidigare skidskytt. 
Gereková debuterade både i IBU-cupen och världscupen i skidskytte under samma år, 2005.
Hennes hittills bästa resultat i världscupen är två sjätteplatser i sprint som båda kom under säsongen 2012/2013 i Östersund respektive Ruhpolding. Hon har även slutat åtta vid två tillfällen.
Gerekovás bästa totalplacering i världscupen är från säsongen 2011/2012 då hon slutade 28:a. Hon är idag den näst mest framgångsrika aktiva kvinnliga skidskytten från Slovakien, efter Anastasija Kuzmina, sett efter prestationer i världscupen.
Gereková har även representerat Slovakien vid tre olympiska vinterspel, 2006 i Turin, 2010 i Vancouver och 2014 i Sotji.